# حبق (مسلسل)
وتدور أحداث مسلسل حبق في عشوائيات مدينة دمشق؛ ليتحدث عن مجموعة من الشخوص الشعبية السورية وعما عانته قبل وخلال وبعد الحرب، وليطرح تساؤلاً مهماً عن الخضات التي تعرض لها الناس، وهل هناك تغيُّر حاصل في النفوس بعد كل هذه الانهدامات مع استقراء مبدئي للمرحلة القادمة من تاريخ سوريا..
.

## الممثلون
- نظلي الرواس
- سلوم حداد
- ختام اللحام
- فادي صبيح
- أمانة والي
- تيسير إدريس
- مديحة كنيفاتي
- يزن خليل

كاريس بشار
- رسل الحسين
- محمد خاوندي